# Narodni park Avaš
Narodni park Avaš je narodni park v Etiopiji. Je na meji regij Oromia in Afar ter pokriva površino 827 kvadratnih kilometrov, večina leži na nadmorski višini 900 metrov. Ta park se razprostira čez južni del regije Afar in severovzhodni kot vzhodne regije Ševa v Oromiji, 225 kilometrov vzhodno od Adis Abebe (ter nekaj kilometrov zahodno od Avaša in vzhodno od Metehare).
Park je najbolj znan po svoji bogati biotski raznovrstnosti in podeželski pokrajini.
Regija je predmet bimodalnega vzorca padavin; deževni sezoni, ki ji sledi prevladujoča sušna sezona, ki lahko traja do 10 mesecev.

## Zgodovina
Narodni park Avaš je bil ustanovljen leta 1966, čeprav je bil zakon o njegovem obstoju v celoti sprejet šele tri leta pozneje. Z ustanovitvijo tega parka in sladkorne plantaže Metehara na jugu je bilo ogroženo preživetje domorodnega ljudstva Karaju Oromo – učinek, ki je v nasprotju s prvotnim namenom etiopske vlade, da bi te ustanove služile v korist lokalnemu prebivalstvu.

## Geografija
Skupaj z južno mejo vzdolž reke Avaš park pokriva 850 kvadratnih kilometrov akacijevega gozda in travinja. Skozi ta park poteka cesta Addis Ababa – Dire Dava, ki ločuje ravnice Illala Saha na jugu od doline Kudu na severu. Južno od parka ima soteska reke Avaš neverjetne slapove. V zgornji dolini Kudu pri Filvohi so vroči vrelci sredi nasadov palmovk, ki uspevajo ob rečni strugi. Park je dom gore Fentale, mirujočega stratovulkana, ki je v zahodnem območju narodnega parka Avaš na nadmorski višini 2007 metrov.

## Ekologija

### Rastlinstvo
Vegetacija narodnega parka Avaš je razvrščena v štiri ekosisteme: sušni akacijevi gozdovi, trnato grmovje, pašne savane in raznolika rečna mokrišča. Dumove palme (Hyphaene thebaica) in puščavski dateljni (Balanites aegyptiaca) so raztreseni po območjih Filvoha in Doha, ki zagotavlja primerno nišo za vse vrste sesalcev, ptic in plazilcev.

### Živalstvo

#### Sesalci in plazilci
Narodnni park Avaš je dom več kot 81 vrstam sesalcev in 43 vrstam plazilcev. Bajza oriksi so tukaj običajni. Druge vrste, ki živijo v teh ekoregijah parka, so podzemna svinjka, pižmova hijena (Proteles cristatus), karakala, serval, veliki povodni konj, afriški ježevec (Hystrix cristata), lisasta hijena, progasta hijena (Hyaena hyaena), lev, leopard, gepard, Soemmerringova gazela (Nanger soemmerringii)), močvirska antilopa (Kobus ellipsiprymnus), vidra s pegastim vratom (Hydrictis maculicollis), pečinolazec (Procavia capensis), antilopa Oreotragus oreotragus, Saltov dik dik (Madoqua saltiana)), mali kudu (Tragelaphus imberbis), veliki kudu in svinja bradavičarka. Swaynejeva antilopa (Alcelaphus buselaphus swaynei) je bila preseljena v narodni park Avaš za ponovno naselitev, vendar je njihova prisotnost negotova zaradi upada njihove populacije in okoljskih sprememb. Primati narodnega parka Avaš, kot so savanski pavijani, navadna gvereza, grivet (Chlorocebus aethiops) in grivasti pavijan, so zelo pogosti v ekosistemih parka. Živali, kot so sloni, nosorogi, zebre in kapski bivoli, so bile od 1960-ih še prisotne, so bile zdaj iztrebljene zaradi lova, upada populacije in izgube habitata.
Nilske krokodile najdemo v dolinah in soteskah reke Avaš, skalne pitone (Python sebae) pa v rečnih gozdovih in oazah vročih izvirov. Leopardje želve (Stigmochelys pardalis) redko opazimo na savanskih travnikih in suhih goščavah za hranjenje, kar je edina vrsta želv, ki je navedena tukaj. Strupene kače, kot so gad (Echis Carinatus Pyramidum), somalska puhlica (Bitis Arietans Somalica), rombasta nočna gada (Causus Rhombeatus), črna mamba (Dendroaspis Polylepis Antinori), rdeča pljuvajoča kobra (Naja Mossambica Pallida), in črnovrata pljuvajoča kobra (Naja nigricollis), pogosto najdemo v ekosistemih parka, ki veljajo za nevarne za srečanje. Druge vrste plazilcev, kot so gekoni, skinki, agame, kače in opazovalci, so pogosto raznolike v sušnih grmiščih in rečnih mokriščih.

#### Avifavna
V parku je tudi 453 vrst avtohtonih ptic, med katerimi so somalski noj (Struthio molybdophanes), golouhi jastreb (Torgos tracheliotos), sadjejed Crinifer leucogaster, čobasti frankolini (Ortygornis sephaena), beloglavi bivolji tkalec (Dinemellia dinemelli), kostanjev škrjanec (Eremopterix signatus), severni čebelar (Merops nubicus), orjaška droplja, Abesinska zlatovranka, abesinski kljunorog (Bucorvus abyssinicus), severni rdečekljun (Tockus erythrorhynchus) in rjavi kačji orel (Circaetus cinereus). Pleteni ibis (Bostrychia Carunculata), črnokrili zaljubljenec (Agapornis Taranta), trakasti škorec (Lybiusun Datus), rumenovrt semenedec (Crithagra Flavigula), abesinska žolna (Dendropicos Abyssinicus), belokljuni škorec (Onychognathus Albirostris) in debelokljuni krokar (Corvus Crassirostris) je 7 endemičnih vrst, ki so ogrožene v biotski raznovrstnosti parka.